# Joey Gase
Joseph "Joey" Gase (* 8. Februar 1993 in Cedar Rapids, Iowa) ist ein US-amerikanischer NASCAR-Rennfahrer. Momentan fährt er  den Chevrolet Camaro mit der Nummer 52 für Jimmy Means Racing in der Xfinity Series. Zusätzlich kommt er sporadisch im Sprint Cup zum Einsatz, wobei er den Ford Fusion Nummer 32 für Go FAS Racing pilotiert.

## Frühe Jahre

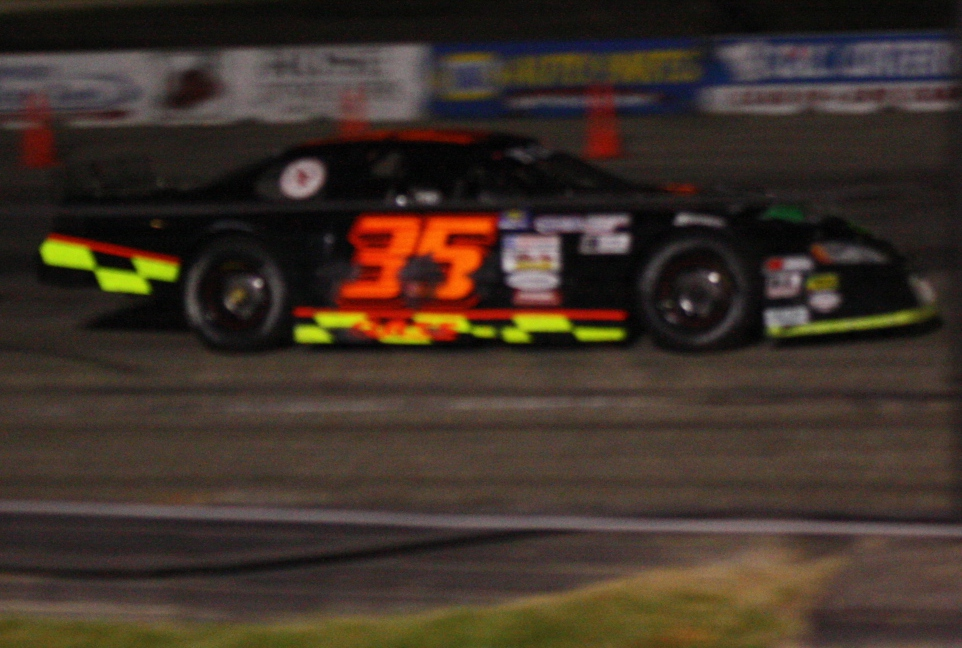
Gase in einem super late model auf dem La Crosse Fairgrounds Speedway, 2010

Gase begann mit dem Rennfahren auf dem Hawkeye Downs Speedway, als er 2001 jeweils in Junioren-Klassen dort antrat. Bei seinem ersten Rennen (In einem Kart) konnte er gleich einen Sieg verbuchen. In den darauffolgenden vier Jahren (2002 bis 2005) gewann er viermal in Serie die Go-Kart Meisterschaft auf dem Hawkeye Downs Speedway. Danach begann er Late Models und Stock Car Modifieds zu fahren.
Als Gase 18 Jahre alt war, starb seine Mutter an einem cerebralen Aneurysma. Gase setzte sich danach stark für Organspenden ein, da die Organe seiner Mutter insgesamt 66 anderen Menschen helfen konnten. Für sein Engagement erhielt er den Comcast Community Champion Award beim Xfinity und Camping World Truck Series Bankett am Ende der Saison 2015.

## NASCAR

### Xfinity Series

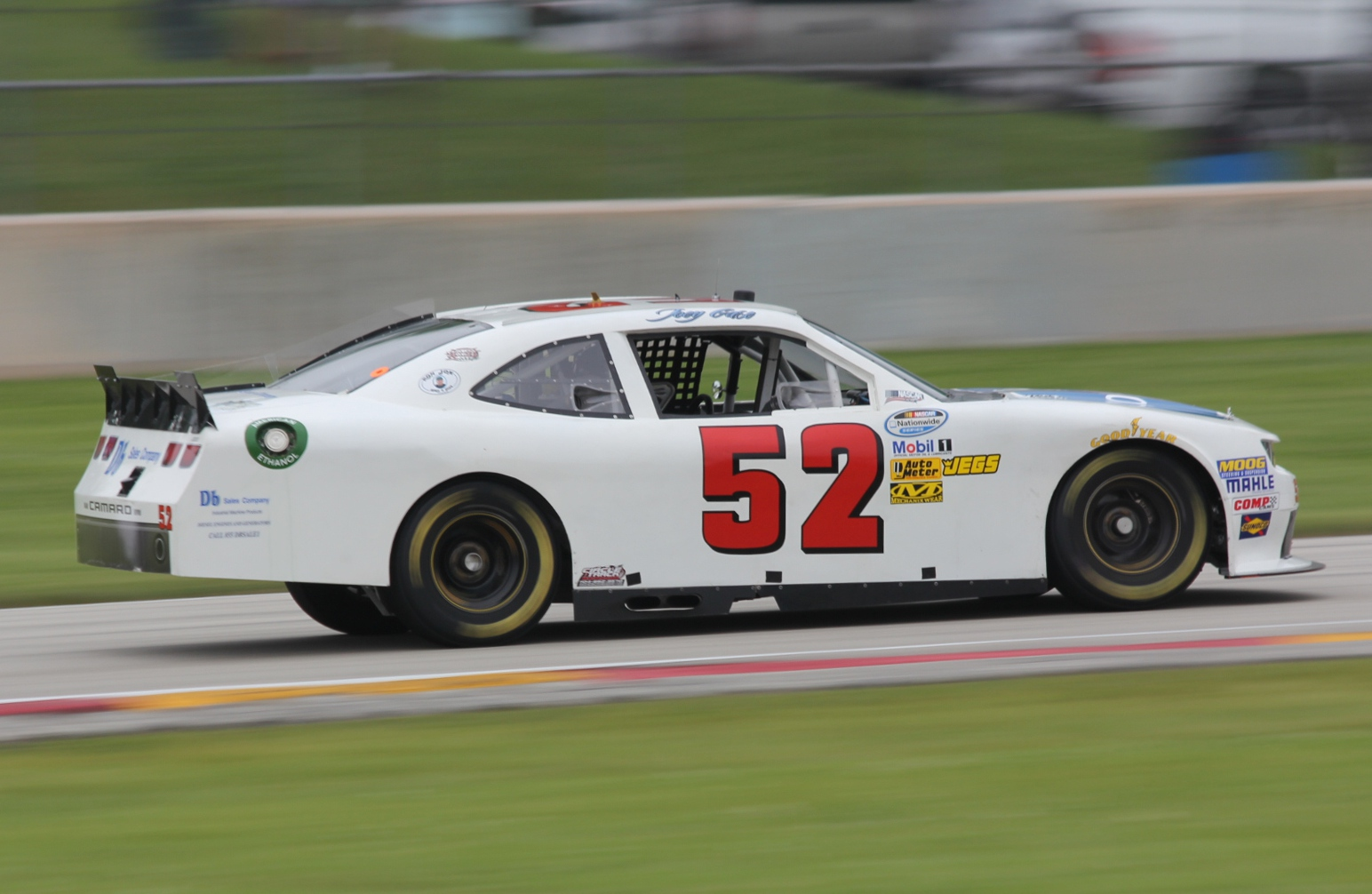
Gase im Jimmy Means Racing Fahrzeug mit der Nummer 52 in Road America, 2014

Nachdem Gase 2008 begann eine begrenzte Anzahl an American Speed Association Events und einzelne ARCA Rennen zu bestreiten, fuhr er 2010 und 2011 in der USAR Pro Cup Series, sowie der NASCAR K&N Pro Series East. Im August 2011 gab Gase auf dem Iowa Speedway sein Xfinity Series Debüt (damals noch Nationwide Series). Insgesamt startete er bis Ende der Saison fünfmal für Go Green Racing im Ford mit der Nummer 39. Der 20. Platz bei seinem Einstand war sein bestes Ergebnis in der Saison 2011.
Im Januar 2012 wurde bekannt gegeben, dass Gase wieder den Wagen mit der Nummer 39 fahren würde, diesmal jedoch als Vollzeit-Fahrer. Allerdings mangelte es an Sponsoren, sodass er schlussendlich für mehrere Teams fuhr und auch nicht an allen Rennen teilnehmen konnte.
Im Dezember desselben Jahres gab er bekannt, dass er 2013 für Jimmy Means Racing (für die er im Vorjahr bereits teilweise gefahren war) in der Nationwide Series an den Start gehen werde. Doch wieder führten finanzielle Probleme dazu, dass er teilweise für seinen alten Arbeitgeber Go Green Racing an den Start ging, sowie einige Rennen pausieren musste.
Am 2. Mai 2015 erreichte Gase sein bis dato bestes Ergebnis in der Xfinity Series, als er beim Winn-Dixie 300 auf dem Talladega Superspeedway den fünften Rang belegte.

### Sprint Cup Series
Am 14. September 2014 gab Gase für Go FAS Racing auf dem Chicagoland Speedway sein Debüt im NASCAR Sprint Cup, bei welchem er den 37. Schlussrang belegte. Insgesamt bestritt er noch drei weitere Starts in dieser Saison, wobei er in Phoenix mit dem 33. Platz sein bestes Resultat erzielte. Im darauffolgenden Jahr fuhr er drei Rennen (für das AAA Texas 500 konnte er sich nicht qualifizieren) in der höchsten NASCAR Liga. Sein bestes Resultat erreichte er beim SpongeBob SquarePants 400 auf dem Kansas Speedway mit dem 38. Rang. Im Jahre 2016 schaffte er es auf Platz 32 beim Good Sam 500 in Phoenix, was sein bisher bestes Karriereergebnis im Sprint Cup darstellt.